# ريتشارد وولف (ملحن)
ريتشارد وولف (بالإنجليزية: Richard Wolf)‏ هو ملحن ومنتج أسطوانات وكاتب أغاني أمريكي، ولد في القرن العشرين في الولايات المتحدة.

## وصلات خارجية
- الموقع الرسمي
- ريتشارد وولف على موقع IMDb (الإنجليزية)
- ريتشارد وولف على موقع ميوزك برينز (الإنجليزية)
- ريتشارد وولف على موقع ديسكوغز (الإنجليزية)